# NGC 392
NGC 392 ist eine elliptische Galaxie vom Hubble-Typ E/S0 im Sternbild Fische auf der Ekliptik. Sie ist schätzungsweise 217 Millionen Lichtjahre von der Milchstraße entfernt und hat einen Durchmesser von etwa 75.000 Lichtjahren.

Gemeinsam mit NGC 394 und NGC 397 bildet sie das isolierte Galaxientrio KTG 3. Mit 21 weiteren Galaxien ist sie Mitglied der NGC 452-Gruppe (LGG 18).
Das Objekt wurde am 12. September 1784 von dem deutsch-britischen Astronomen Friedrich Wilhelm Herschel entdeckt.